# François Lafourcade
Pour les articles homonymes, voir Lafourcade.
François Lafourcade est un coureur cycliste français, né le 8 novembre 1881 à Lahontan et mort le 10 août 1917 à Eu.

## Carrière
Il est coureur professionnel de 1906 à 1912 ; son frère Ferdinand (né en 1885) a été professionnel de 1908 à 1911. 
En 1910, lors de la première grande étape de montagne d'un tour de France, 9e étape Luchon-Bayonne, les coureurs doivent monter successivement les cols de Peyresourde, d'Aspin, du Tourmalet et de l'Aubisque. Régional de l'étape, il réalise l'exploit de basculer en tête au sommet de l'Aubisque avec 15 minutes d'avance sur Octave Lapize. Épuisé par les efforts, il s'arrêtera au bas de la descente, sera rejoint, et terminera cinquième de l'étape.
Après sa mort on apprendra que c'est lui qui involontairement a empoisonné le Français Paul Duboc dans l'étape Luchon-Bayonne en 1911. En fait le breuvage se voulait un doping, mot aujourd'hui traduit par le mot dopage. La première affaire de dopage de l'histoire du Tour de France connue donc.

## Palmarès
- 1907
  - 3e du Bol d'or
- 1908
  - 3e du Bol d'or
  - 9e de Bordeaux-Paris
- 1909
  - 3e du Bol d'or
  - 6e de Bordeaux-Paris
- 1910
  - 2e du Bol d'or
  - 5e de Bordeaux-Paris
- 1911
  - 4e de Bordeaux-Paris
- 1912
  - 2e du Bol d'or
  - 10e de Bordeaux-Paris

## Résultats sur le Tour de France
- 1906 : abandon (1re étape)
- 1907 : 13e
- 1908 : abandon (4e étape)
- 1909 : abandon (9e étape)
- 1910 : 14e
- 1911 : abandon (7e étape)
- 1912 : 29e